# موشنباخ
موشنباخ (به آلمانی: Müschenbach) یک شهر در آلمان است که در وستروالدکرایس واقع شده‌است. موشنباخ ۱٬۰۱۸ نفر جمعیت دارد.